# ドゥシャン・クツィアク
ドゥシャン・クツィアク（スロバキア語: Dušan Kuciak, 1985年5月21日 - ）は、スロバキア・ジリナ出身の元同国A代表サッカー選手。エクストラクラサ・ラクフ・チェンストホヴァ所属。ポジションはゴールキーパー。

## 経歴

### クラブ
スロバキア1部リーグに属するMŠKジリナ及びASトレンチーンの育成部門出身。16歳でプロ契約を結びASトレンチーンのトップチームに昇格。公式戦にも出場するものの、基本控えGKの立場であったため、出場機会を求めてMŠKジリナに移籍する。

#### MŠKジリナ
20歳の頃に6か月間イングランド・プレミアリーグに属するウェストハム・ユナイテッドFCにレンタル移籍するが、特にレンタルから復帰後はMŠKジリナの正GKとして定着。スロバキア１部リーグやスロバキア・スーパーカップでの優勝を果たす。

#### FCヴァスルイ
2008年6月26日にルーマニア・リーガ1に属するFCヴァスルイに移籍する。違約金は80万ユーロ（当時のレートで約1億円）。3年契約を結んだ初シーズンからチームで唯一の公式戦フル出場を果たした。これはFCヴァスルイの歴史上初の快挙であった。チームは5位、3位、3位と念願のリーグ優勝は果たせなかったが、同クラブの歴史に残る最多無失点試合数（13試合）を記録し、リーグ戦で取られたペナルティーキック5本のうち4本を止める等チームの守護神として活躍した。

#### レギア・ワルシャワ
FCヴァスルイとの契約は2011年夏で満了し、2011年8月1日にポーランド・エクストラクラサの名門レギア・ワルシャワに移籍した。同クラブで活躍したアルトゥール・ボルツ（後にセルティックFCへ移籍）、ウカシュ・ファビアンスキ（後にアーセナルFCへ移籍）、ヤーン・ムハ（後にエヴァートンFCへ移籍）の後継者としての獲得であった。
初シーズンから不動の正GKとして定着し、リーグ優勝3回やポーランド・カップ優勝4回の立役者になる。当初2013年夏まで結ばれていた契約は2016年7月まで延長された
。

#### ハル・シティAFC
2016年2月に当時チャンピオンシップに属していたハル・シティAFCへ移籍。同シーズン終了後にはイングランド・プレミアリーグへの昇格を果たした。EFLカップのエクセター・シティFC戦で同クラブでの公式戦デビューを果たした

### 代表
2006年12月10日に開催されたUAE代表との試合でスロバキアA代表デビューを果たす。その後約2年間は代表に招集されなかったが、FCヴァスルイでの活躍が認められ再び代表に復帰。2010 FIFAワールドカップ本大会での背番号は23番。2013年6月7日に行われた2014 FIFAワールドカップ予選のリヒテンシュタインA代表との試合後に代表からの引退を発表した。

## 個人成績
| クラブ             | シーズン | リーグ | リーグ | カップ | カップ | 国際大会 | 国際大会 | その他 | その他 | 合計 | 合計 | 合計 |
| クラブ             | シーズン | 出場   | 得点   | 出場   | 得点   | 出場     | 得点     | 出場   | 得点   | 出場 | 得点 |      |
| ------------------ | -------- | ------ | ------ | ------ | ------ | -------- | -------- | ------ | ------ | ---- | ---- | ---- |
| ジリナ             | 2005-06  | 21     | 6      | 0      | 0      | 0        | 0        | 0      | 0      | 21   | 6    |      |
| ジリナ             | 2006-07  | 35     | 20     | 3      | 2      | 0        | 0        | 0      | 0      | 38   | 22   |      |
| ジリナ             | 2007-08  | 33     | 13     | 5      | 2      | 4        | 2        | 1      | 0      | 43   | 17   |      |
| 合計               | 合計     | 89     | 39     | 8      | 4      | 4        | 2        | 1      | 0      | 102  | 45   |      |
| ヴァスルイ         | 2008-09  | 34     | 13     | 4      | 2      | 6        | 3        | 0      | 0      | 44   | 18   |      |
| ヴァスルイ         | 2009-10  | 23     | 7      | 4      | 3      | 3        | 1        | 0      | 0      | 30   | 11   |      |
| ヴァスルイ         | 2010-11  | 30     | 13     | 1      | 1      | 2        | 1        | 0      | 0      | 33   | 15   |      |
| 合計               | 合計     | 87     | 33     | 9      | 6      | 11       | 5        | 0      | 0      | 107  | 44   |      |
| レギア・ワルシャワ | 2011-12  | 27     | 17     | 3      | 1      | 8        | 1        | 0      | 0      | 38   | 19   |      |
| レギア・ワルシャワ | 2012-13  | 30     | 14     | 0      | 0      | 6        | 0        | 1      | 0      | 37   | 14   |      |
| レギア・ワルシャワ | 2013-14  | 25     | 11     | 1      | 0      | 8        | 3        | 0      | 0      | 34   | 14   |      |
| レギア・ワルシャワ | 2014-15  | 31     | 15     | 7      | 2      | 14       | 7        | 0      | 0      | 52   | 24   |      |
| レギア・ワルシャワ | 2015-16  | 18     | 3      | 2      | 1      | 11       | 5        | 1      | 0      | 32   | 9    |      |
| 合計               | 合計     | 131    | 60     | 13     | 4      | 47       | 16       | 2      | 0      | 193  | 80   |      |
| ハル・シティ       | 2016-17  | 0      | 0      | 1      | 0      | 0        | 0        | 0      | 0      | 1    | 0    |      |
| 合計               | 合計     | 0      | 0      | 1      | 0      | 0        | 0        | 0      | 0      | 1    | 0    |      |
| レヒア・グダニスク | 2016-17  | 0      | 0      | 0      | 0      | 0        | 0        | 0      | 0      | 0    | 0    |      |
| 合計               | 合計     | 0      | 0      | 0      | 0      | 0        | 0        | 0      | 0      | 0    | 0    |      |
| 通算               | 通算     | 307    | 132    | 31     | 14     | 62       | 23       | 3      | 0      | 403  | 169  |      |

## 代表歴

### 出場大会
- スロバキア代表
  - 2010 FIFAワールドカップ

### 試合数
- 国際Aマッチ 14試合 0得点（2006年-2021年）[5]

| スロバキア代表 | 国際Aマッチ | 国際Aマッチ |
| 年             | 出場        | 得点        |
| -------------- | ----------- | ----------- |
| 2006           | 1           | 0           |
| 2007           | 1           | 0           |
| 2008           | 0           | 0           |
| 2009           | 0           | 0           |
| 2010           | 1           | 0           |
| 2011           | 0           | 0           |
| 2012           | 4           | 0           |
| 2013           | 3           | 0           |
| 2014           | 0           | 0           |
| 2015           | 0           | 0           |
| 2016           | 0           | 0           |
| 2017           | 0           | 0           |
| 2018           | 0           | 0           |
| 2019           | 0           | 0           |
| 2020           | 1           | 0           |
| 2021           | 3           | 0           |
| 通算           | 14          | 0           |

## タイトル

### クラブ
MŠKジリナ
- フォルトゥナ・リーガ 優勝（1回）： 2006-07
- フォルトゥナ・リーガ 準優勝（1回）： 2007-08
- スロバキア・スーパーカップ 優勝（1回）： 2006-07

FCヴァスルイ
- UEFAインタートトカップ 優勝（1回）： 2008
- ルーマニア・カップ 準優勝（1回）： 2009-10

レギア・ワルシャワ
- エクストラクラサ 優勝（3回）： 2012-13, 2013–14, 2015–16
- エクストラクラサ 準優勝（1回）： 2014–15
- ポーランド・カップ 優勝（4回）： 2011-12, 2012-13, 2014–15, 2015–16
- ポーランド・スーパーカップ 準優勝（3回）： 2013-14, 2014–15, 2015–16

レヒア・グダニスク
- エクストラクラサ 優勝（1回）：2018-19
- ポーランド・スーパーカップ 優勝（1回）：2019